# Achlya (метелики)
Achlya — рід метеликів родини серпокрилок (Drepanidae). Поширені у Палеарктиці.

## Види
- Achlya flavicornis Linnaeus, 1758
- Achlya jezoensis (Matsumura, 1927)
- Achlya hoerburgeri (Schawerda, 1924)
- Achlya longipennis Inoue, 1972
- Achlya tateyamai Inoue, 1982